# Plataforma logística de Chaves
A plataforma logística de Chaves encontra-se inserida no programa Portugal logístico e foi criada para dar apoio ao Parque empresarial de Chaves e ao sul da Galiza. Tem como objectivo potenciar a economia de Trás-os-Montes, visto que possibilita a fixação de novos projectos na região e facilita o transporte da produção criada pela indústria local. Pretende-se também organizar os fluxos logísticos através da convergência de operadores logísticos da região para o local.
Esta plataforma logística tem um investimento de sete milhões de euros em infra-estruturas de acesso e na própria plataforma. Ocupa uma área de sete hectares, mas possui 90 hectares para expansão. Está focalizada para um mercado de 1,3 milhões de habitantes, sendo que 340 mil são espanhóis, 7% do PIB industrial nacional e 0,3% do PIB industrial espanhol (Portugal, 2006, p. 18).

## Principais funcionalidades
Esta plataforma possui (Portugal, 2006, p. 18):
- Uma área logística multifunções
- Uma área logística de transformação
- Serviços de apoio a empresas e veículos

## Acessos rodoviários
Os principais acessos rodoviários a esta plataforma são (Portugal, 2006, p. 18):
- Auto-estrada: A52 (Espanha)
- Itinerário principal: IP3 (em projecto)
- Estrada nacional: N2 e N103-5